# Coupe d'Europe de rugby à XV 2021-2022
Navigation
Édition précédente Édition suivante
La Coupe d'Europe de rugby à XV 2021-2022, appelée également Champions Cup, oppose pour sa 27e édition vingt-quatre équipes anglaises, écossaises, françaises, galloises et irlandaises.
Comme pour le Challenge européen 2021-2022, la compétition se déroule du week-end du 10 décembre 2021 au week-end du 28 mai 2022. La finale doit se disputer au Stade Vélodrome de Marseille en France.
Le format de l'édition précédente est reconduit pour la saison 2021-2022 : les équipes sont réparties en deux poules de douze et s'affrontent partiellement, sur quatre matchs. Les meilleures sont ensuite qualifiées pour une phase à élimination directe à partir des huitièmes de finale, qui se jouent pour la première fois en matchs aller-retours.

## Présentation

### Équipes en compétition
Les vingt-quatre équipes qualifiées sont réparties comme il suit :
- huit équipes anglaises de Premiership, classées selon leurs performances durant la saison précédente ;
- huit équipes françaises du Top 14, classées selon leurs performances durant la saison précédente;
- huit équipes irlandaises, écossaise et galloises (aucune équipe italienne ne s'étant qualifiée) du United Rugby Championship, classées selon leurs performances durant la saison précédente de Pro14.

Dans l'hypothèse où le vainqueur de la Coupe d'Europe 2020-2021 ne s'était pas déjà qualifié ou s'il ne faisait pas partie des deux meilleurs clubs qualifiés de son championnat, il se serait hissé à la deuxième place parmi les clubs qualifiés de son championnat. Le Stade toulousain, tenant du titre, est déjà qualifié en première position en tant que champion de France.
En tant que vainqueur du Challenge européen 2020-2021, Montpellier HR accède à la compétition à la place du RC Toulon, pourtant classé huitième de la saison régulière du Top 14 2020-2021.
Les équipes qualifiées pour l'édition 2021-2022, dans leur classement d'entrée, sont :
1. Harlequins Ch
2. Exeter Chiefs
3. Bristol Bears
4. Sale Sharks
5. Northampton Saints
6. Leicester Tigers
7. Bath Rugby
8. Wasps

1. Stade toulousain T Ch
2. Stade rochelais
3. Racing 92
4. Union Bordeaux Bègles
5. ASM Clermont
6. Stade français
7. Castres olympique
8. Montpellier HR C2

1. Leinster Rugby Ch
2. Munster Rugby
3. Ulster Rugby
4. Connacht Rugby
5. Scarlets
6. Ospreys
7. Cardiff Rugby
8. Glasgow Warriors

T : Tenant du titre

Ch : Champion national

C2 : Vainqueur du Challenge européen 2020-2021

### Calendrier
Le 28 juin 2021, l'European Professional Club Rugby officialise le calendrier de la Coupe d'Europe pour la saison 2021-2022.
| Nom                                                      | Date                                                                                      | Équipes participantes |
| -------------------------------------------------------- | ----------------------------------------------------------------------------------------- | --------------------- |
| Phase de poules Tirage au sort : 21 juillet 2021         |                                                                                           |                       |
| Journée 1 Journée 2 Journée 3 Journée 4                  | 10/11/12 décembre 2021 17/18/19 décembre 2021 14/15/16 janvier 2022 21/22/23 janvier 2022 | 24                    |
| Phase éliminatoire                                       |                                                                                           |                       |
| Huitièmes de finale (aller) Huitièmes de finale (retour) | 8/9/10 avril 2022 15/16/17 avril 2022                                                     | 16                    |
| Quarts de finale                                         | 6/7/8 mai 2022                                                                            | 8                     |
| Demi-finale                                              | 13/14/15 mai 2022                                                                         | 4                     |
| Finale                                                   | 28 mai 2022                                                                               | 2                     |

## Phase de poules

### Tirage au sort
Les équipes participantes sont réparties en quatre chapeaux. Chacun d'eux comporte deux équipes de chaque ligue et répartissent les clubs en fonction de leur classement d'entrée dans la compétition.
| Chapeau   | Premiership                         | Top 14                                | United Rugby Championship       |
| --------- | ----------------------------------- | ------------------------------------- | ------------------------------- |
| Chapeau 1 | Harlequins Ch Exeter Chiefs         | Stade toulousain T Ch Stade rochelais | Leinster Rugby Ch Munster Rugby |
| Chapeau 2 | Bristol Bears Sale Sharks           | Racing 92 Union Bordeaux Bègles       | Ulster Rugby Connacht Rugby     |
| Chapeau 3 | Northampton Saints Leicester Tigers | ASM Clermont Stade français           | Scarlets Ospreys                |
| Chapeau 4 | Bath Rugby Wasps                    | Castres olympique Montpellier HR C2   | Cardiff Rugby Glasgow Warriors  |

T : Tenant du titre

Ch : Champion national

C2 : Vainqueur du Challenge européen 2020-2021
Le tirage au sort a lieu le 21 juillet 2021, à 13 heures, à Lausanne, en Suisse. Le calendrier des rencontres est déterminé selon le chapeau et la poule des équipes.

### Format et règlement
La première phase de la compétition voit les équipes disputer quatre matchs de classement contre deux équipes de leur poule en matchs « aller/retour ». Les équipes de chapeau 1 et 4 s'affrontent tout comme les équipes de chapeau 2 et 3, sans jamais affronter le club du même championnat domestique. 
| Poule A : - Stade rochelais : Bath Rugby, Glasgow Warriors - Exeter Chiefs : Montpellier HR, Glasgow Warriors - Leinster Rugby : Montpellier HR, Bath Rugby - Racing 92 : Northampton Saints, Ospreys - Sale Sharks : ASM Clermont, Ospreys - Ulster Rugby : ASM Clermont, Northampton Saints - ASM Clermont : Sale Sharks, Ulster Rugby - Northampton Saints : Racing 92, Ulster Rugby - Ospreys : Racing 92, Sale Sharks - Montpellier HR : Exeter Chiefs, Leinster Rugby - Bath Rugby : Stade rochelais, Leinster Rugby - Glasgow Warriors : Stade rochelais, Exeter Chiefs | Poule B : - Stade toulousain : Wasps, Cardiff Rugby - Harlequins : Castres olympique, Cardiff Rugby - Munster Rugby : Castres olympique, Wasps - Union Bordeaux Bègles : Leicester Tigers, Scarlets - Bristol Bears : Stade français, Scarlets - Connacht Rugby : Stade français, Leicester Tigers - Stade français : Bristol Bears, Connacht Rugby - Leicester Tigers : Union Bordeaux Bègles, Connacht Rugby - Scarlets : Union Bordeaux Bègles, Bristol Bears - Castres olympique : Harlequins, Munster Rugby - Wasps : Stade toulousain, Munster Rugby - Cardiff Rugby : Stade toulousain, Harlequins |

À l'issue de la première phase, les huit premières formations de chacune des poules se qualifient pour les huitième de finale pour des matchs « aller/retour ». Tandis que les quatre équipes suivantes de chacune des poules sont reversées en huitième de finale du Challenge européen.
Les classements sont établis en suivant les règles suivantes :
- 4 points de classement pour une victoire ;
- 2 points de classement pour un match nul ;
- 1 point de classement de bonus si l'équipe inscrit 4 essais ou plus ;
- 1 point de classement de bonus si l'équipe perd de 7 points ou moins.

En cas d'égalité au classement entre une ou plusieurs équipes, comptent, dans l'ordre :
1. la meilleure différence de points ;
2. le nombre d'essais inscrits ;
3. le nombre de joueurs suspendus pour des incidents disciplinaires, par ordre croissant.

Si l'égalité est toujours constatée, un tirage au sort est réalisé entre les équipes concernées.

### Matchs et classements
Les matchs de la phase de poule se déroulent durant quatre week-ends du 10 décembre 2021 au 23 janvier 2022.
Légende des classements
T : Tenant du titre
- Qualification en huitième de finale
- Équipe reversée en huitième de finale de Challenge européen

Légende des résultats
- Victoire de l'équipe à domicile
- Match nul
- Victoire de l'équipe en déplacement

#### Poule A
| Rang | Club               | J | V | N | D | Bo | Bd | Pm  | Pe  | Diff | Pts |
| ---- | ------------------ | - | - | - | - | -- | -- | --- | --- | ---- | --- |
| 1    | Racing 92          | 4 | 4 | 0 | 0 | 3  | 0  | 126 | 24  | +102 | 19  |
| 2    | Ulster             | 4 | 4 | 0 | 0 | 3  | 0  | 114 | 96  | +18  | 19  |
| 3    | Stade rochelais    | 4 | 3 | 1 | 0 | 2  | 0  | 97  | 64  | +33  | 16  |
| 4    | Leinster           | 4 | 3 | 0 | 1 | 3  | 0  | 198 | 62  | +136 | 15  |
| 5    | Sale Sharks        | 4 | 2 | 1 | 1 | 1  | 1  | 89  | 48  | +41  | 12  |
| 6    | Exeter Chiefs      | 4 | 2 | 0 | 2 | 3  | 0  | 126 | 82  | +44  | 11  |
| 7    | Montpellier HR     | 4 | 2 | 0 | 2 | 2  | 0  | 78  | 157 | -79  | 10  |
| 8    | ASM Clermont       | 4 | 1 | 1 | 2 | 0  | 2  | 79  | 82  | -3   | 8   |
| 9    | Glasgow Warriors   | 4 | 1 | 0 | 3 | 0  | 1  | 82  | 117 | -35  | 5   |
| 10   | Northampton Saints | 4 | 0 | 0 | 4 | 0  | 2  | 56  | 152 | -96  | 2   |
| 11   | Bath Rugby         | 4 | 0 | 1 | 3 | 0  | 0  | 48  | 148 | -100 | 2   |
| 12   | Ospreys            | 4 | 0 | 0 | 4 | 0  | 0  | 33  | 123 | -90  | 0   |

| Résultats (▼dom., ►ext.) | LAR   | EXE   | LEI  | MON  | BAT   | GLA   |
| Stade rochelais          | —     | —     | —    | —    | 39-21 | 20-13 |
| Exeter Chiefs            | —     | —     | —    | 42-6 | —     | 52-17 |
| Leinster Rugby           | —     | —     | —    | 89-7 | 45-20 | —     |
| Montpellier HR           | —     | 37-26 | 28-0 | —    | —     | —     |
| Bath Rugby               | 0-0   | —     | 7-64 | —    | —     | —     |
| Glasgow Warriors         | 30-38 | 22-7  | —    | —    | —     | —     |

| Résultats (▼dom., ►ext.) | R92   | SAL   | ULS   | CLE   | NOR   | OSP   |
| Racing 92                | —     | —     | —     | —     | 28-0  | 28-0  |
| Sale Sharks              | —     | —     | —     | 0-0   | —     | 49-10 |
| Ulster Rugby             | —     | —     | —     | 34-31 | 27-22 | —     |
| ASM Clermont             | —     | 25-19 | 23-29 | —     | —     | —     |
| Northampton Saints       | 14-45 | —     | 20-24 | —     | —     | —     |
| Ospreys                  | 10-25 | 13-21 | —     | —     | —     | —     |

#### Poule B
| Rang | Club                  | J | V | N | D | Bo | Bd | Pm  | Pe  | Diff | Pts |
| ---- | --------------------- | - | - | - | - | -- | -- | --- | --- | ---- | --- |
| 1    | Leicester Tigers      | 4 | 4 | 0 | 0 | 3  | 0  | 102 | 64  | +38  | 19  |
| 2    | Harlequins            | 4 | 4 | 0 | 0 | 3  | 0  | 135 | 101 | +34  | 19  |
| 3    | Munster               | 4 | 4 | 0 | 0 | 2  | 0  | 115 | 47  | +68  | 18  |
| 4    | Bristol Bears         | 4 | 3 | 1 | 0 | 3  | 0  | 108 | 28  | +80  | 17  |
| 5    | Connacht              | 4 | 1 | 0 | 3 | 3  | 3  | 118 | 105 | +13  | 10  |
| 6    | Union Bordeaux Bègles | 4 | 1 | 1 | 2 | 1  | 1  | 58  | 54  | +4   | 8   |
| 7    | Stade toulousain (T)  | 4 | 1 | 1 | 2 | 1  | 0  | 61  | 65  | -4   | 7   |
| 8    | Stade français Paris  | 4 | 1 | 1 | 2 | 1  | 0  | 63  | 95  | -32  | 7   |
| 9    | Cardiff Rugby         | 4 | 1 | 0 | 3 | 2  | 1  | 85  | 118 | -33  | 7   |
| 10   | Wasps                 | 4 | 1 | 1 | 2 | 0  | 0  | 51  | 102 | -51  | 6   |
| 11   | Castres olympique     | 4 | 0 | 0 | 4 | 1  | 4  | 77  | 91  | -14  | 5   |
| 12   | Scarlets              | 4 | 0 | 1 | 3 | 0  | 0  | 31  | 125 | -94  | 2   |

| Résultats (▼dom., ►ext.) | TOU   | HAR   | MUN   | CAS   | WAS  | CAR   |
| Stade toulousain         | —     | —     | —     | —     | 0-0  | 0-28  |
| Harlequins               | —     | —     | —     | 36-33 | —    | 43-17 |
| Munster Rugby            | —     | —     | —     | 19-13 | 45-7 | —     |
| Castres olympique        | —     | 18-20 | 13-16 | —     | —    | —     |
| Wasps                    | 30-22 | —     | 14-35 | —     | —    | —     |
| Cardiff Rugby            | 7-39  | 33-36 | —     | —     | —    | —     |

| Résultats (▼dom., ►ext.) | BOR  | BRI   | CON   | SFR   | LEI   | SCA   |
| Union Bordeaux Bègles    | —    | —     | —     | —     | 13-16 | 45-10 |
| Bristol Bears            | —    | —     | —     | 28-17 | —     | 28-0  |
| Connacht                 | —    | —     | —     | 36-9  | 28-29 | —     |
| Stade français           | —    | 0-0   | 37-31 | —     | —     | —     |
| Leicester Tigers         | 28-0 | —     | 29-23 | —     | —     | —     |
| Scarlets                 | 0-0  | 21-52 | —     | —     | —     | —     |

## Phase éliminatoire
La phase éliminatoire débute le week-end du 10 avril 2022 par des huitièmes de finale entre les seize équipes qualifiées durant la phase de poule.

### Tableau final
|  | Huitièmes de finale   | Huitièmes de finale   | Huitièmes de finale                             | Huitièmes de finale         |                  |                  | Quarts de finale                             | Quarts de finale                             | Quarts de finale                             | Quarts de finale                             |  |  | Demi-finales                              | Demi-finales                              | Demi-finales                              | Demi-finales                              |  |  | Finale                                  | Finale                                  | Finale                                  | Finale                                  |
|  |                       |                       |                                                 |                             |                  |                  |                                              |                                              |                                              |                                              |  |  |                                           |                                           |                                           |                                           |  |  |                                         |                                         |                                         |                                         |
|  |                       |                       |                                                 |                             |                  |                  | 8 mai 2022, Paris La Défense Arena, Nanterre | 8 mai 2022, Paris La Défense Arena, Nanterre | 8 mai 2022, Paris La Défense Arena, Nanterre | 8 mai 2022, Paris La Défense Arena, Nanterre |  |  | 15 mai 2022, stade Bollaert-Delelis, Lens | 15 mai 2022, stade Bollaert-Delelis, Lens | 15 mai 2022, stade Bollaert-Delelis, Lens | 15 mai 2022, stade Bollaert-Delelis, Lens |  |  | 28 mai 2022, stade Vélodrome, Marseille | 28 mai 2022, stade Vélodrome, Marseille | 28 mai 2022, stade Vélodrome, Marseille | 28 mai 2022, stade Vélodrome, Marseille |
|  | Racing 92             | Racing 92             | 22                                              | 33                          |                  |                  | 8 mai 2022, Paris La Défense Arena, Nanterre | 8 mai 2022, Paris La Défense Arena, Nanterre | 8 mai 2022, Paris La Défense Arena, Nanterre | 8 mai 2022, Paris La Défense Arena, Nanterre |  |  | 15 mai 2022, stade Bollaert-Delelis, Lens | 15 mai 2022, stade Bollaert-Delelis, Lens | 15 mai 2022, stade Bollaert-Delelis, Lens | 15 mai 2022, stade Bollaert-Delelis, Lens |  |  | 28 mai 2022, stade Vélodrome, Marseille | 28 mai 2022, stade Vélodrome, Marseille | 28 mai 2022, stade Vélodrome, Marseille | 28 mai 2022, stade Vélodrome, Marseille |
|  | Racing 92             | Racing 92             | 22                                              | 33                          |                  |                  | 8 mai 2022, Paris La Défense Arena, Nanterre | 8 mai 2022, Paris La Défense Arena, Nanterre | 8 mai 2022, Paris La Défense Arena, Nanterre | 8 mai 2022, Paris La Défense Arena, Nanterre |  |  | 15 mai 2022, stade Bollaert-Delelis, Lens | 15 mai 2022, stade Bollaert-Delelis, Lens | 15 mai 2022, stade Bollaert-Delelis, Lens | 15 mai 2022, stade Bollaert-Delelis, Lens |  |  | 28 mai 2022, stade Vélodrome, Marseille | 28 mai 2022, stade Vélodrome, Marseille | 28 mai 2022, stade Vélodrome, Marseille | 28 mai 2022, stade Vélodrome, Marseille |
|  | Stade français        | Stade français        | 9                                               | 22                          |                  |                  | 8 mai 2022, Paris La Défense Arena, Nanterre | 8 mai 2022, Paris La Défense Arena, Nanterre | 8 mai 2022, Paris La Défense Arena, Nanterre | 8 mai 2022, Paris La Défense Arena, Nanterre |  |  | 15 mai 2022, stade Bollaert-Delelis, Lens | 15 mai 2022, stade Bollaert-Delelis, Lens | 15 mai 2022, stade Bollaert-Delelis, Lens | 15 mai 2022, stade Bollaert-Delelis, Lens |  |  | 28 mai 2022, stade Vélodrome, Marseille | 28 mai 2022, stade Vélodrome, Marseille | 28 mai 2022, stade Vélodrome, Marseille | 28 mai 2022, stade Vélodrome, Marseille |
|  | Stade français        | Stade français        | 9                                               | 22                          | Racing 92        | Racing 92        | 41                                           | 41                                           |                                              |                                              |  |  | 15 mai 2022, stade Bollaert-Delelis, Lens | 15 mai 2022, stade Bollaert-Delelis, Lens | 15 mai 2022, stade Bollaert-Delelis, Lens | 15 mai 2022, stade Bollaert-Delelis, Lens |  |  | 28 mai 2022, stade Vélodrome, Marseille | 28 mai 2022, stade Vélodrome, Marseille | 28 mai 2022, stade Vélodrome, Marseille | 28 mai 2022, stade Vélodrome, Marseille |
|  |                       |                       |                                                 |                             | Racing 92        | Racing 92        | 41                                           | 41                                           |                                              |                                              |  |  | 15 mai 2022, stade Bollaert-Delelis, Lens | 15 mai 2022, stade Bollaert-Delelis, Lens | 15 mai 2022, stade Bollaert-Delelis, Lens | 15 mai 2022, stade Bollaert-Delelis, Lens |  |  | 28 mai 2022, stade Vélodrome, Marseille | 28 mai 2022, stade Vélodrome, Marseille | 28 mai 2022, stade Vélodrome, Marseille | 28 mai 2022, stade Vélodrome, Marseille |
|  |                       |                       | Sale Sharks                                     | Sale Sharks                 | 22               | 22               |                                              |                                              |                                              |                                              |  |  | 15 mai 2022, stade Bollaert-Delelis, Lens | 15 mai 2022, stade Bollaert-Delelis, Lens | 15 mai 2022, stade Bollaert-Delelis, Lens | 15 mai 2022, stade Bollaert-Delelis, Lens |  |  | 28 mai 2022, stade Vélodrome, Marseille | 28 mai 2022, stade Vélodrome, Marseille | 28 mai 2022, stade Vélodrome, Marseille | 28 mai 2022, stade Vélodrome, Marseille |
|  | Bristol Bears         | Bristol Bears         | Sale Sharks                                     | Sale Sharks                 | 22               | 22               | 10                                           | 29                                           |                                              |                                              |  |  | 15 mai 2022, stade Bollaert-Delelis, Lens | 15 mai 2022, stade Bollaert-Delelis, Lens | 15 mai 2022, stade Bollaert-Delelis, Lens | 15 mai 2022, stade Bollaert-Delelis, Lens |  |  | 28 mai 2022, stade Vélodrome, Marseille | 28 mai 2022, stade Vélodrome, Marseille | 28 mai 2022, stade Vélodrome, Marseille | 28 mai 2022, stade Vélodrome, Marseille |
|  | Bristol Bears         | Bristol Bears         | 7 mai 2022, stade Marcel-Deflandre, La Rochelle |                             |                  |                  | 10                                           | 29                                           |                                              |                                              |  |  | 15 mai 2022, stade Bollaert-Delelis, Lens | 15 mai 2022, stade Bollaert-Delelis, Lens | 15 mai 2022, stade Bollaert-Delelis, Lens | 15 mai 2022, stade Bollaert-Delelis, Lens |  |  | 28 mai 2022, stade Vélodrome, Marseille | 28 mai 2022, stade Vélodrome, Marseille | 28 mai 2022, stade Vélodrome, Marseille | 28 mai 2022, stade Vélodrome, Marseille |
|  | Sale Sharks           | Sale Sharks           | 9                                               | 35                          |                  |                  |                                              |                                              |                                              |                                              |  |  | 15 mai 2022, stade Bollaert-Delelis, Lens | 15 mai 2022, stade Bollaert-Delelis, Lens | 15 mai 2022, stade Bollaert-Delelis, Lens | 15 mai 2022, stade Bollaert-Delelis, Lens |  |  | 28 mai 2022, stade Vélodrome, Marseille | 28 mai 2022, stade Vélodrome, Marseille | 28 mai 2022, stade Vélodrome, Marseille | 28 mai 2022, stade Vélodrome, Marseille |
|  | Sale Sharks           | Sale Sharks           | 9                                               | 35                          | Racing 92        | Racing 92        | 13                                           | 13                                           |                                              |                                              |  |  |                                           |                                           |                                           |                                           |  |  | 28 mai 2022, stade Vélodrome, Marseille | 28 mai 2022, stade Vélodrome, Marseille | 28 mai 2022, stade Vélodrome, Marseille | 28 mai 2022, stade Vélodrome, Marseille |
|  |                       |                       |                                                 |                             | Racing 92        | Racing 92        | 13                                           | 13                                           |                                              |                                              |  |  |                                           |                                           |                                           |                                           |  |  | 28 mai 2022, stade Vélodrome, Marseille | 28 mai 2022, stade Vélodrome, Marseille | 28 mai 2022, stade Vélodrome, Marseille | 28 mai 2022, stade Vélodrome, Marseille |
|  |                       |                       | Stade rochelais                                 | Stade rochelais             | 20               | 20               |                                              |                                              |                                              |                                              |  |  |                                           |                                           |                                           |                                           |  |  | 28 mai 2022, stade Vélodrome, Marseille | 28 mai 2022, stade Vélodrome, Marseille | 28 mai 2022, stade Vélodrome, Marseille | 28 mai 2022, stade Vélodrome, Marseille |
|  | Stade rochelais       | Stade rochelais       | Stade rochelais                                 | Stade rochelais             | 20               | 20               | 31                                           | 31                                           |                                              |                                              |  |  |                                           |                                           |                                           |                                           |  |  | 28 mai 2022, stade Vélodrome, Marseille | 28 mai 2022, stade Vélodrome, Marseille | 28 mai 2022, stade Vélodrome, Marseille | 28 mai 2022, stade Vélodrome, Marseille |
|  | Stade rochelais       | Stade rochelais       | 14 mai 2022, Aviva Stadium, Dublin              |                             |                  |                  | 31                                           | 31                                           |                                              |                                              |  |  |                                           |                                           |                                           |                                           |  |  | 28 mai 2022, stade Vélodrome, Marseille | 28 mai 2022, stade Vélodrome, Marseille | 28 mai 2022, stade Vélodrome, Marseille | 28 mai 2022, stade Vélodrome, Marseille |
|  | Union Bordeaux Bègles | Union Bordeaux Bègles | 13                                              | 23                          |                  |                  |                                              |                                              |                                              |                                              |  |  |                                           |                                           |                                           |                                           |  |  | 28 mai 2022, stade Vélodrome, Marseille | 28 mai 2022, stade Vélodrome, Marseille | 28 mai 2022, stade Vélodrome, Marseille | 28 mai 2022, stade Vélodrome, Marseille |
|  | Union Bordeaux Bègles | Union Bordeaux Bègles | 13                                              | 23                          | Stade rochelais  | Stade rochelais  | 31                                           | 31                                           |                                              |                                              |  |  |                                           |                                           |                                           |                                           |  |  | 28 mai 2022, stade Vélodrome, Marseille | 28 mai 2022, stade Vélodrome, Marseille | 28 mai 2022, stade Vélodrome, Marseille | 28 mai 2022, stade Vélodrome, Marseille |
|  |                       |                       |                                                 |                             | Stade rochelais  | Stade rochelais  | 31                                           | 31                                           |                                              |                                              |  |  |                                           |                                           |                                           |                                           |  |  | 28 mai 2022, stade Vélodrome, Marseille | 28 mai 2022, stade Vélodrome, Marseille | 28 mai 2022, stade Vélodrome, Marseille | 28 mai 2022, stade Vélodrome, Marseille |
|  |                       |                       | Montpellier HR                                  | Montpellier HR              | 19               | 19               |                                              |                                              |                                              |                                              |  |  |                                           |                                           |                                           |                                           |  |  | 28 mai 2022, stade Vélodrome, Marseille | 28 mai 2022, stade Vélodrome, Marseille | 28 mai 2022, stade Vélodrome, Marseille | 28 mai 2022, stade Vélodrome, Marseille |
|  | Harlequins            | Harlequins            | Montpellier HR                                  | Montpellier HR              | 19               | 19               | 26                                           | 33                                           |                                              |                                              |  |  |                                           |                                           |                                           |                                           |  |  | 28 mai 2022, stade Vélodrome, Marseille | 28 mai 2022, stade Vélodrome, Marseille | 28 mai 2022, stade Vélodrome, Marseille | 28 mai 2022, stade Vélodrome, Marseille |
|  | Harlequins            | Harlequins            | 7 mai 2022, Welford Road Stadium, Leicester     |                             |                  |                  | 26                                           | 33                                           |                                              |                                              |  |  |                                           |                                           |                                           |                                           |  |  | 28 mai 2022, stade Vélodrome, Marseille | 28 mai 2022, stade Vélodrome, Marseille | 28 mai 2022, stade Vélodrome, Marseille | 28 mai 2022, stade Vélodrome, Marseille |
|  | Montpellier HR        | Montpellier HR        | 40                                              | 20                          |                  |                  |                                              |                                              |                                              |                                              |  |  |                                           |                                           |                                           |                                           |  |  | 28 mai 2022, stade Vélodrome, Marseille | 28 mai 2022, stade Vélodrome, Marseille | 28 mai 2022, stade Vélodrome, Marseille | 28 mai 2022, stade Vélodrome, Marseille |
|  | Montpellier HR        | Montpellier HR        | 40                                              | 20                          | Stade rochelais  | Stade rochelais  | 24                                           | 24                                           |                                              |                                              |  |  |                                           |                                           |                                           |                                           |  |  |                                         |                                         |                                         |                                         |
|  |                       |                       |                                                 |                             | Stade rochelais  | Stade rochelais  | 24                                           | 24                                           |                                              |                                              |  |  |                                           |                                           |                                           |                                           |  |  |                                         |                                         |                                         |                                         |
|  |                       |                       | Leinster                                        | Leinster                    | 21               | 21               |                                              |                                              |                                              |                                              |  |  |                                           |                                           |                                           |                                           |  |  |                                         |                                         |                                         |                                         |
|  | Leicester Tigers      | Leicester Tigers      | Leinster                                        | Leinster                    | 21               | 21               | 29                                           | 27                                           |                                              |                                              |  |  |                                           |                                           |                                           |                                           |  |  |                                         |                                         |                                         |                                         |
|  | Leicester Tigers      | Leicester Tigers      |                                                 |                             |                  |                  |                                              | 27                                           |                                              |                                              |  |  |                                           |                                           |                                           |                                           |  |  |                                         |                                         |                                         |                                         |
|  | ASM Clermont          | ASM Clermont          | 10                                              | 17                          |                  |                  |                                              |                                              |                                              |                                              |  |  |                                           |                                           |                                           |                                           |  |  |                                         |                                         |                                         |                                         |
|  | ASM Clermont          | ASM Clermont          | 10                                              | 17                          | Leicester Tigers | Leicester Tigers | 14                                           | 14                                           |                                              |                                              |  |  |                                           |                                           |                                           |                                           |  |  |                                         |                                         |                                         |                                         |
|  |                       |                       |                                                 |                             | Leicester Tigers | Leicester Tigers | 14                                           | 14                                           |                                              |                                              |  |  |                                           |                                           |                                           |                                           |  |  |                                         |                                         |                                         |                                         |
|  |                       |                       | Leinster                                        | Leinster                    | 23               | 23               |                                              |                                              |                                              |                                              |  |  |                                           |                                           |                                           |                                           |  |  |                                         |                                         |                                         |                                         |
|  | Leinster              | Leinster              | Leinster                                        | Leinster                    | 23               | 23               | 26                                           | 56                                           |                                              |                                              |  |  |                                           |                                           |                                           |                                           |  |  |                                         |                                         |                                         |                                         |
|  | Leinster              | Leinster              | 7 mai 2022, Aviva Stadium, Dublin               |                             |                  |                  | 26                                           | 56                                           |                                              |                                              |  |  |                                           |                                           |                                           |                                           |  |  |                                         |                                         |                                         |                                         |
|  | Connacht              | Connacht              | 21                                              | 20                          |                  |                  |                                              |                                              |                                              |                                              |  |  |                                           |                                           |                                           |                                           |  |  |                                         |                                         |                                         |                                         |
|  | Connacht              | Connacht              | 21                                              | 20                          | Leinster         | Leinster         | 40                                           | 40                                           |                                              |                                              |  |  |                                           |                                           |                                           |                                           |  |  |                                         |                                         |                                         |                                         |
|  |                       |                       |                                                 |                             | Leinster         | Leinster         | 40                                           | 40                                           |                                              |                                              |  |  |                                           |                                           |                                           |                                           |  |  |                                         |                                         |                                         |                                         |
|  |                       |                       | Stade toulousain                                | Stade toulousain            | 17               | 17               |                                              |                                              |                                              |                                              |  |  |                                           |                                           |                                           |                                           |  |  |                                         |                                         |                                         |                                         |
|  | Munster               | Munster               | Stade toulousain                                | Stade toulousain            | 17               | 17               | 8                                            | 26                                           |                                              |                                              |  |  |                                           |                                           |                                           |                                           |  |  |                                         |                                         |                                         |                                         |
|  | Munster               | Munster               |                                                 |                             |                  |                  |                                              | 26                                           |                                              |                                              |  |  |                                           |                                           |                                           |                                           |  |  |                                         |                                         |                                         |                                         |
|  | Exeter Chiefs         | Exeter Chiefs         | 13                                              | 10                          |                  |                  |                                              |                                              |                                              |                                              |  |  |                                           |                                           |                                           |                                           |  |  |                                         |                                         |                                         |                                         |
|  | Exeter Chiefs         | Exeter Chiefs         | 13                                              | 10                          | Munster          | Munster          | 24                                           | 24                                           |                                              |                                              |  |  |                                           |                                           |                                           |                                           |  |  |                                         |                                         |                                         |                                         |
|  |                       |                       |                                                 |                             | Munster          | Munster          | 24                                           | 24                                           |                                              |                                              |  |  |                                           |                                           |                                           |                                           |  |  |                                         |                                         |                                         |                                         |
|  |                       |                       | Stade toulousain (t. a. b.)                     | Stade toulousain (t. a. b.) | 24               | 24               |                                              |                                              |                                              |                                              |  |  |                                           |                                           |                                           |                                           |  |  |                                         |                                         |                                         |                                         |
|  | Ulster                | Ulster                | Stade toulousain (t. a. b.)                     | Stade toulousain (t. a. b.) | 24               | 24               | 26                                           | 23                                           |                                              |                                              |  |  |                                           |                                           |                                           |                                           |  |  |                                         |                                         |                                         |                                         |
|  | Ulster                | Ulster                |                                                 |                             |                  |                  |                                              | 23                                           |                                              |                                              |  |  |                                           |                                           |                                           |                                           |  |  |                                         |                                         |                                         |                                         |
|  | Stade toulousain      | Stade toulousain      | 20                                              | 30                          |                  |                  |                                              |                                              |                                              |                                              |  |  |                                           |                                           |                                           |                                           |  |  |                                         |                                         |                                         |                                         |
|  | Stade toulousain      | Stade toulousain      | 20                                              | 30                          |                  |                  |                                              |                                              |                                              |                                              |  |  |                                           |                                           |                                           |                                           |  |  |                                         |                                         |                                         |                                         |
|  |                       |                       |                                                 |                             |                  |                  |                                              |                                              |                                              |                                              |  |  |                                           |                                           |                                           |                                           |  |  |                                         |                                         |                                         |                                         |

### Huitièmes de finale
Les huitièmes de finale se jouent en deux manches les week-ends du 10 avril 2022 et du 17 avril 2022. Les quatre premières équipes de chaque poule (colonne de gauche) jouent à domicile lors de la seconde manche.
| Club             | Aller   | Total   | Retour  | Club                  |
| ---------------- | ------- | ------- | ------- | --------------------- |
| Racing 92        | 22 - 9  | 55 - 31 | 33 - 22 | Stade français Paris  |
| Bristol Bears    | 10 - 9  | 39 - 44 | 29 - 35 | Sale Sharks           |
| Harlequins       | 26 - 40 | 59 - 60 | 33 - 20 | Montpellier HR        |
| Stade rochelais  | 31 - 13 | 62 - 36 | 31 - 23 | Union Bordeaux Bègles |
| Ulster           | 26 - 20 | 49 - 50 | 23 - 30 | Stade toulousain      |
| Munster          | 8 - 13  | 34 - 23 | 26 - 10 | Exeter Chiefs         |
| Leicester Tigers | 29 - 10 | 56 - 27 | 27 - 17 | ASM Clermont          |
| Leinster         | 26 - 21 | 82 - 41 | 56 - 20 | Connacht              |

### Quarts de finale
Les quarts de finale se jouent en une manche le week-end du 8 mai 2022. Les équipes les mieux classées lors de la phase de poule (colonne de gauche) jouent à domicile.
| Club             | Score   | Club                        |
| ---------------- | ------- | --------------------------- |
| Racing 92        | 41 - 22 | Sale Sharks                 |
| Stade rochelais  | 31 - 19 | Montpellier HR              |
| Munster          | 24 - 24 | Stade toulousain (t. a. b.) |
| Leicester Tigers | 14 - 23 | Leinster                    |

### Demi-finales
Les demi-finales se jouent en une manche le week-end du 15 mai 2022. Les clubs les mieux classés lors de la phase de poule ont l'avantage du terrain.
| Club      | Score   | Club             |
| --------- | ------- | ---------------- |
| Racing 92 | 13 - 20 | Stade rochelais  |
| Leinster  | 40 - 17 | Stade toulousain |

### Finale
La finale se joue le samedi 28 mai 2022 au Stade Vélodrome, à Marseille.
| Finale Samedi 28 mai 2022 17:45 beIn Sports, France 2 | Leinster Rugby                                                  | 21 - 24 (12 - 7) | Stade rochelais | Stade Vélodrome, Marseille 59 600 spectateurs Arbitre : Wayne Barnes |
| Finale Samedi 28 mai 2022 17:45 beIn Sports, France 2 | Pénalité(s) : 7 Sexton (5e, 8e, 23e, 40e, 47e, 53e) Byrne (64e) |                  | Essai(s) : 3 Rhule (9e), Bourgarit (60e), Retière (78e) Transformation(s) : 3 West (11e, 61e, 79e) Pénalité(s) : 1 West (41e) Carton(s) jaune(s) : 1 Lavault (65e) | Stade Vélodrome, Marseille 59 600 spectateurs Arbitre : Wayne Barnes |
| Finale Samedi 28 mai 2022 17:45 beIn Sports, France 2 |                                                                 |                  | | Stade Vélodrome, Marseille 59 600 spectateurs Arbitre : Wayne Barnes |

## Statistiques et prix

### Meilleurs réalisateurs
| Rang | Joueur           | Club             | Essais | Transf. | Pén. | Drops | Points |
| ---- | ---------------- | ---------------- | ------ | ------- | ---- | ----- | ------ |
| 1    | Jonathan Sexton  | Leinster         | 0      | 22      | 13   | 0     | 83     |
| 2    | Ihaia West       | Stade rochelais  | 2      | 12      | 14   | 0     | 76     |
| 3    | Marcus Smith     | Harlequins       | 2      | 19      | 4    | 0     | 60     |
| 4    | Jack Carty       | Connacht         | 1      | 15      | 7    | 1     | 59     |
| 5    | Nolann Le Garrec | Racing 92        | 0      | 5       | 15   | 0     | 55     |
| 6    | Thomas Ramos     | Stade toulousain | 1      | 12      | 8    | 0     | 53     |
| 7    | James Lowe       | Leinster         | 10     | 0       | 0    | 0     | 50     |
| 8    | Ross Byrne       | Leinster         | 1      | 17      | 3    | 0     | 48     |
| 9    | Joey Carbery     | Munster          | 1      | 8       | 8    | 0     | 45     |
| 10   | John Cooney      | Ulster Rugby     | 0      | 8       | 9    | 0     | 43     |

### Meilleurs marqueurs
| Rang | Joueur              | Club                 | Essais |
| ---- | ------------------- | -------------------- | ------ |
| 1    | James Lowe          | Leinster             | 10     |
| 2    | Sam Simmonds        | Exeter Chiefs        | 7      |
| -    | Alex Dombrandt      | Harlequins           | 7      |
| 4    | Josh Van der Flier  | Leinster             | 6      |
| 5    | Louis Lynagh        | Harlequins           | 5      |
| -    | Jimmy O'Brien       | Leinster             | 5      |
| -    | Robert Baloucoune   | Ulster               | 5      |
| 8    | Jamison Gibson-Park | Leinster             | 4      |
| -    | Hugo Keenan         | Leinster             | 4      |
| -    | Wenceslas Lauret    | Racing 92            | 4      |
| -    | Juan Imhoff         | Racing 92            | 4      |
| -    | Teddy Thomas        | Racing 92            | 4      |
| -    | Tom Roebuck         | Sale Sharks          | 4      |
| -    | Adrien Lapègue      | Stade français Paris | 4      |

### Meilleur joueur de la compétition
| Joueur             | Club     | Poste                | Parcours dans la compétition |
| ------------------ | -------- | -------------------- | ---------------------------- |
| Josh van der Flier | Leinster | Troisième ligne aile | Finaliste                    |